# Ulrich Brinsa
Ulrich Brinsa (* 20. September 1938 in Berlin) ist ein deutscher Politiker (CDU).
Brinsa besuchte eine Realschule und machte eine Lehre als Einzelhandelskaufmann. Später war er Zollbeamter im mittleren Dienst. Nach dem Besuch der Fachhochschule für Verwaltung und Rechtspflege Berlin wurde er Verwaltungsbeamter im gehobenen Dienst. Ab 1981 arbeitete er in Berliner Senatsverwaltungen.
1961 trat Brinsa der CDU bei. Bei der Berliner Wahl 1975 wurde er in das Abgeordnetenhaus von Berlin gewählt, dem er zunächst bis 1981 angehörte. 20 Jahre später wurde er bei der Wahl 2001 erneut in das Parlament gewählt. Brinsa konnte den Wahlkreis Reinickendorf 1 direkt gewinnen. 2006 schied er aus.
Brinsa ist ehrenamtlich bei vielen Organisationen tätig, zum Beispiel bei der Katholischen Kirche oder beim BFC Preussen.